# Hà Giang
Ha Giang (vietnamita: Hà Giang) é uma província do Vietnã.